# Janowo Wielkopolskie
Janowo Wielkopolskie - dawny przystanek kolei wąskotorowej w gminie Kołaczkowo, w województwie wielkopolskim, w Polsce. Otwarty w 1898; zamknięty w 1976.